# Biby Karen Rabelo
Biby Karen Rabelo de la Torre (Villahermosa, Tabasco 22 de abril de 1989) es una política mexicana, presidenta municipal de Campeche desde el 1 de octubre de 2021. Fue diputada local en el Congreso del Estado de Campeche del 1 de octubre de 2018 hasta el 1 de febrero de 2021. En enero de 2021, Rabelo de la Torre se registró como precandidata a la alcaldía de Campeche para competir en las elecciones estatales de 2021 como abanderada del partido Movimiento Ciudadano (MC), en las que ganó por amplia mayoría.

## Biografía
Rabelo de la Torre estudió Administración de Empresas en la Universidad Interamericana para el Desarrollo (UNID), campus Campeche en la que se graduó en el año 2011. También tiene un título de Maestría en Administración Pública por la Universidad del Valle de México, que obtuvo en el 2023.
Previo a su incursión en la política, Rabelo de la Torre trabajó en el sector privado. De diciembre de 2013 a abril de 2015, se desempeñó como gestora de patentes y relaciones institucionales en la Cervecería Cuauhtémoc Moctezuma (Heineken). Entre febrero de 2011 y abril de 2013, ocupó el cargo de gerente administrativa y responsable de medios en Grupo Intellcam S.A. de C.V. (Sofom Grupo Safer). Además, trabajó como auxiliar contable y administrativa en otras empresas locales. En abril de 2015, inició labores como gestora en el Segundo Distrito Local del Congreso del Estado de Campeche, función que ejerció hasta abril de 2018.

## Trayectoria Política
Diputada local (2018–2021)
En las elecciones de 2018, Biby  Rabelo fue elegida como diputada local por mayoría relativa del Segundo Distrito en la LXIII Legislatura del Congreso del Estado de Campeche, representando al Partido Acción Nacional (PAN), aunque participó también en la coalición PAN‑MC. Su gestión legislativa transcurrió del 1 de octubre de 2018 al 1 de febrero de 2021.
Transición a Movimiento Ciudadano y candidatura a la alcaldía (enero 2021)
En enero de 2021, Rabelo de la Torre renunció a la bancada del PAN en el Congreso, argumentando discrepancias con la coalición “Va por Campeche” conformada por PAN, PRI y PRD. Posteriormente se unió a Movimiento Ciudadano y se registró como precandidata a la alcaldía de Campeche para las elecciones estatales de junio de 2021.
Presidenta municipal (2021–2024)
El 6 de junio de 2021 fue electa alcaldesa de Campeche por Movimiento Ciudadano en la elección estatal concurrente, y asumió el cargo el 1 de octubre de 2021. Su administración incluyó, entre otros, la implementación del Centro de Atención Municipal, el programa de renovación de luminarias LED, la entrega de títulos de propiedad a familias campechanas.
Reelección (2024–2027)
En las elecciones estatales del 2 de junio de 2024, Movimiento Ciudadano nuevamente resultó ganador del Ayuntamiento de Campeche. Biby Karen Rabelo fue reelecta para un segundo periodo (2024–2027), según el registro oficial del proceso. En este nuevo periodo, su administración dio continuidad a los programas de infraestructura y fortaleció los servicios públicos mediante la subcontratación de tareas como la limpieza de avenidas principales, mantenimiento de parques y desazolve de alcantarillas y pozos de absorción pluvial, a través de una empresa contratada por licitación.